# Rifugio 3A
Il rifugio 3A è un rifugio alpino situato in alta val Formazza a 2.960 m s.l.m., vicino al Lago del Sabbione e al ghiacciaio Siedel, a poca distanza dalla frontiera con la Svizzera.

## Storia
Il rifugio fu inaugurato dai volontari dell'associazione Operazione Mato Grosso nel 1979.
È dedicato a tre volontari dell'organizzazione, "Anna, Attilio ed Alessandro" (da cui il nome del rifugio 3A), morti in un incidente automobilistico.

## Caratteristiche e informazioni
Il rifugio è di proprietà dell'Operazione Mato Grosso, organizzazione volontaristica che ne utilizza i proventi per finanziare le attività sociali dell'associazione in America Latina.
Si trova sulla dorsale secondaria che scende dal Blinnenhorn prima in direzione sud-est, poi verso est-nord-est, separando il vallone del Lago del Sabbione dal ghiacciaio Siedel.
Il rifugio ha una struttura in muratura di pietrame, a due piani; è dotato di acqua corrente interna, servizi igienici interni, docce calde, ed impianto di riscaldamento. Dispone di 90 posti letto, disposti in camerette ed in camerate comuni. In inverno è disponibile un ampio locale invernale nella mansarda dell'edificio retrostante il rifugio, accessibile attraverso una scaletta metallica. Il locale è fornito di circa 20 posti letto con materassi e coperte.

## Accessi
Si segue la statale della val Formazza fino al suo termine, presso il lago di Morasco. Da qui si sale a piedi all'Alpe Bettelmatt, da dove si raggiunge per sentiero la piana dei camosci. Da questa si risale al ghiacciaio Siedel, risalendo il quale si arriva al rifugio.
È anche possibile salire al rifugio risalendo, dal lago di Morasco, la valle del rio del Sabbione fino al lago del Sabbione ed al Rifugio Cesare Mores; da qui, volgendo a destra, si risale direttamente al rifugio 3A.

## Ascensioni
- Blinnenhorn (3.375 m)
- Siedel Rothorn (3.287 m)
- Punta dei Camosci (Bättelmatthorn) (3.043 m)
- Punta d'Arbola (3.235 m)
- Punta del Sabbione (3.183 m)

## Traversate
- Rifugio Città di Busto (2.480 m)
- Rifugio Cesare Mores (2.505 m)
- Rifugio Somma Lombardo (2.561 m)
- Rifugio Claudio e Bruno (2.710 m)
- Rifugio Maria Luisa (2.157 m)
- Rifugio Margaroli (2.194 m)
- Rifugio Miryam (2.050 m)
- Binntalhütte in Svizzera per il passo del Sabbione

## Altre attività
Sul ghiacciaio Siedel è stato installato uno skilift che permette la pratica dello sci estivo; l'impianto è gestito dalla stessa OMG tramite i gestori del rifugio.
I gestori organizzano inoltre settimane "a tema" su trekking, sci, alpinismo e mineralogia.